# David Dantiacq
Pas d'image ? Cliquez ici

a Compétitions nationales et continentales officielles uniquement.

b Matchs officiels uniquement.
David Dantiacq, né le 10 janvier 1970 à Paris, est un ancien joueur de rugby à XV, qui a joué avec l'équipe de France quand il portait les couleurs de la Section paloise en 1997, évoluant au poste de trois-quarts centre (1,78 m pour 80 kg).
Avec la Section paloise, il remporte le Challenge européen en 2000. 

## Carrière

### En club
David Dantiacq est formé à Jurançon dans la banlieue de Pau avant de jouer pour la Section paloise de 1988 à 1994. Avec le club Béarnais, il est deux fois vice-champion de France de première division groupe B en 1989 et 1990 avant de disputer quatre saisons consécutives dans l'élite.
Lors de la saison 1994-1995 il rejoint le FC Grenoble pour la dernière saison de l’ère des « Mammouths » sous les ordres de Jacques Fouroux et de Michel Ringeval puis de son ancien entraîneur à Pau Nano Capdouze, l'année suivante. Puis il retourne à Section paloise de 1996 à 1998, il remporte le Challenge Yves du Manoir en 1997. 
Il signe ensuite pour les Northampton Saints pour la saison 1998-1999. Un an après, il retourne à la Section paloise, remportant le Challenge européen avant une dernière saison 2000-2001 sous les couleurs du CA Bègles-Bordeaux.

### En équipe de France
Il dispute son unique test match le 1er juin 1997, contre l'équipe de Roumanie.

### Avec les Barbarians
Le 11 novembre 1997, il joue avec les Barbarians français contre l'Afrique du Sud à Biarritz. Les Baa-Baas s'imposent 40 à 22.

## Palmarès

### En équipe de France
- 1 sélection en 1997

### En club
- Championnat de France groupe B :
  - Vice-champion : 1989 et 1990
- Coupe de France Yves du Manoir :
  - Vainqueur (1) : 1997
- Bouclier Européen :
  - Vainqueur : 2000